# 次锐毛足蟹
次锐毛足蟹（学名：Lachnopodus subacutus）为扇蟹科毛足蟹属的动物。分布于夏威夷、塔希提岛、印度尼西亚、圣诞岛、可可群岛、查戈斯群岛、红海、非洲东岸以及中国大陆的西沙群岛等地，生活环境为海水，常见于珊瑚礁丛中。